# Megascops seductus
Megascops seductus е вид птица от семейство Совови (Strigidae). Видът е почти застрашен от изчезване.

## Разпространение
Видът е разпространен в Мексико.